# Mircea Vodă (Constanța)
Pour les articles homonymes, voir Mircea Vodă.
Mircea Vodă est une commune du județ de Constanța en Roumanie.